# Izmajil
Izmajil (ukrajinski: Ізмаїл, ruski i bugarski: Измаил, rumunjski:  Ismail) je grad u Ukrajini u Odeškoj oblasti. Prema podacima iz 2014. u gradu je živjelo 72.509 stanovnika.

## Povijest
Grad se prvi put spominje pod imenom Ismailiye u vrijeme Osmanskog carstva, iako je i prije bilo naselja na području današnjeg grada. 
Od kraja 14. stoljeća Izmail je bio pod vlašću Moldavije. Godine 1484. osvajaju ga Osmanlije. Od početka 16. stoljeća bilo je glavna osmanska utvrda u Budžaku. 
Ruski feldmaršal generalissimus Aleksandr Suvorov pobijedio je Turke 1791. i zauzeo grad. Tada je u tri dana pogubljeno 40.000 Turaka muškaraca, žena i djece.
Nakon godina sukoba između Rusa i Turaka, grad je konačno Bukureštanskim mirom 1812. ustupljen Rusiji zajedno s Besarabijom.
Nakon što je Rusija izgubila u Krimskom ratu, grad dolazi pod vlast Kneževine Moldavije, koja će uskoro postati dio Rumunjske. Rusija je stekla kontrolu nad Izmaijlom opet nakon Rusko-turskog rata 1877. – 1878. S raspada Ruskog Carstva 1917. i u razdoblju nakon Drugoga svjetskog rata, grad je bio okupiran od strane rumunjske vojske 22 siječnja 1918., nakon okršaja s vojnicima Dunavske flote.
Za vrijeme Drugog svjetskog rata 1940. okupirala ga je sovjetska Crvena armija i uključen (kolovoz 1940.) je u Ukrajinsku SSR. Regija je u razdoblju od 1941. do 1944. bila u sastavu Rumunjske. Tijekom sovjetskog razdoblja nakon Drugog svjetskog rata, mnogi Rusi i Ukrajinci doselili u grad, te se postupno mijenja etnički sastav.

## Demografija
Nacionalni sastav prema podacima iz 2008. godine.
|           | broj   | postotak % |
| Rusi      | 33.600 | 43,7       |
| Ukrajinci | 29.200 | 38,0       |
| Bugari    | 7.700  | 10         |
| Rumunji   | 4.300  | 3,3        |

## Vanjske poveznice
- (rus.)/(ukr.)/(engl.) Službena stranica  Arhivirana inačica izvorne stranice od 8. rujna 2009. (Wayback Machine)